# Benín en los Juegos Olímpicos de la Juventud 2018
Benín participó en los Juegos Olímpicos de la Juventud 2018 en Buenos Aires, Argentina, del 6 al 18 de octubre de 2018. Su delegación estuvo conformada por tres atletas en tres disciplinas. No obtuvo medallas en las justas.

## Medallero
| Presea        | Medalla de oro | Medalla de plata | Medalla de bronce | Total |
| ------------- | -------------- | ---------------- | ----------------- | ----- |
| TOTAL OFICIAL | 0              | 0                | 0                 | 0     |

## Disciplinas

### Atletismo
Benín clasificó a una atleta en esta disciplina.
Femenino
Eventos de Pista
| Atleta                          | Evento     | Serie 1 | Serie 1 | Serie 2 | Serie 2 | Total  | Total  |
| Atleta                          | Evento     | Tiempo  | Puesto  | Tiempo  | Puesto  | Tiempo | Puesto |
| ------------------------------- | ---------- | ------- | ------- | ------- | ------- | ------ | ------ |
| Josee Mireille Dedewanou Houeto | 200 Metros | 27.42   | 20      | 26.88   | 20      | 54.30  | 20     |

### Natación
Benín clasificó a una atleta en esta disciplina.
Femenino
| Atleta                | Evento       | Serie  | Serie  | Semifinal | Semifinal | Final     | Final     |
| Atleta                | Evento       | Tiempo | Puesto | Tiempo    | Puesto    | Tiempo    | Puesto    |
| --------------------- | ------------ | ------ | ------ | --------- | --------- | --------- | --------- |
| Nafissath Abeke Radji | 50 m Libres  | 31.96  | 46     | No avanzó | No avanzó | No avanzó | No avanzó |
| Nafissath Abeke Radji | 50 m Espalda | 37.89  | 38     | No avanzó | No avanzó | No avanzó | No avanzó |

### Tenis
Benín clasificó a un tenista.
Masculino
| Atleta       | Evento     | Ronda de 32               | Ronda de 16        | Cuartos de final   | Semifinal          | Final              | Final     |
| Atleta       | Evento     | Oponente Resultado        | Oponente Resultado | Oponente Resultado | Oponente Resultado | Oponente Resultado | Puesto    |
| ------------ | ---------- | ------------------------- | ------------------ | ------------------ | ------------------ | ------------------ | --------- |
| Delmas Ntcha | Individual | Michalski (POL) P 0-6 0-6 | No avanzó          | No avanzó          | No avanzó          | No avanzó          | No avanzó |